# Судови Енглеске и Велса
Судови Енглеске и Велса (енгл. Her Majesty's Courts of Justice of England and Wales) грађански и кривични су судови одговорни за изрицање правде на подручју Енглеске и Велса. Они примјењују англосаксонско право.
То су Апелациони суд, Високи суд, Краљевски суд, магистратски судови и окружни судови. Послове правосудне управе врши Судска служба Њеног величанства при Министарству правде Уједињеног Краљевства.

## Врховни суд Уједињеног Краљевства
Врховни суд је највиши грађански суд Уједињеног Краљевства и највиши кривични суд Енглеске, Велса и Сјеверне Ирске.
До ступања на снагу Уставног реформског акта 2005. највиши суд је био Дом лордова. Жалбе на пресуде Апелационог суда и Високог суда разматрали су редовни апелациони лордови. Они су судили као Апелациони комитет Дома лордова који се најчешће састојао из пет редовних апелационих лордова.

## Судски комитет Државног савјета
Судски комитет Државног савјета је највиши апелациони суд за многе независне земље Комонвелта, британске прекоморске територије и за британске краљевске посједе.
Установљен је на основу Акта о Судском комитету 1833. (енгл. Judicial Committee Act 1833). До ступања на снагу Уставног реформског акта 2005. био је надлежан и за предмете преношења надлежности. Данас је за то задужен Врховни суд Уједињеног Краљевства.

## Виши судови
Виши судови Енглеске и Велса су три највиша грађанска и кривична суда: Апелациони суд, Високи суд и Краљевски суд.
До ступања на снагу Уставног реформског акта 2005. ова три највиша суда су састављала јединствени Врховни суд Енглеске и Велса (енгл. Supreme Court of England and Wales). На челу Врховног суда се налазио лорд канцелар.

### Апелациони суд Енглеске и Велса
Апелациони суд разматра жалбе на грађанске пресуде Високог суда и пресуде окружних судова и трибунала, и жалбе на кривичне пресуде Високог суда и Краљевског суда.
Састоји се из два одјељења: Грађанског и Кривичног одјељења.

### Високи суд Енглеске и Велса
Високи суд је првостепени грађански суд и апелациони кривични суд.
Састоји се из три одјељења: Одјељења краљевског стола, Канцеларског одјељења и Породичног одјељења.

### Краљевски суд Енглеске и Велса
Краљевски суд разматра жалбе на пресуде магистратских судова и жалбе на поротне пресуде.
Он је једини суд Енглеске и Велса чије пресуде не може преиначити Управни суд Одјељења краљевског стола Високог суда.

## Нижи судови
Нижи судови Енглеске и Велса су:
- Магистратски судови
- Породични судови
- Малољетнички судови
- Окружни судови